# Карімова Гульнара Ісламівна
Гульнара Ісламівна Карімова (узб. Gulnora Islomovna Karimova; нар. 8 липня 1972, Фергана, Узбецька РСР) — старша донька першого президента Узбекистану Іслама Карімова (1990—2016), сестра Лоли Карімової. Посол Узбекистану в Іспанії з січня 2010 по липень 2012 року.

## Біографія
Карімову, за оцінкою газети «Известия» у 2008 році, вважали можливою спадкоємицею свого батька на посту президента країни. Однак після 2013 року в Гульнари виник конфлікт із батьком, і вона стала стрімко втрачати вплив в Узбекистані. 
Карімова професійно займалася дизайном ювелірних виробів, була[коли?] відома як співачка під сценічним псевдонімом Googoosha, була[коли?] головою опікунської ради неурядового Фонду «Форум культури і мистецтва Узбекистану» і ряду інших громадських організацій.
З 2013 року перебувала під домашнім арештом. У 2015 році була засуджена Ташкентським обласним судом до 5 років обмеження волі за розкрадання і вимагання грошових коштів. У 2017 році їй пред'явили нові звинувачення і помістили під варту. 18 грудня 2017 року Карімовій остаточно призначили покарання у вигляді позбавлення волі строком на 10 років. Строк вона повинна була відбувати за місцем проживання своєї дочки Іман, дотримуючись ряду обмежень: не покидати житло, не користуватися засобами зв'язку та інтернетом. Її також зобов'язали відшкодувати збитки, завдані державі. 6 березня 2019 року дівчину перевели до колонії загального режиму через порушення умов відбування покарання.
У серпні 2019 року Генеральна прокуратура Узбекистану порушила нові кримінальні справи стосовно Карімової за фактами розкрадання державних коштів і укладання угод усупереч інтересам Узбекистану, а також вимагання грошових коштів в особливо великих розмірах.